# Russula adusta
Russula adusta (Pers.) Fr., Epicrisis Systematis Mycologici (Upsaliae): 350 (1838).
La Russula adusta è un fungo basidiomicete che si riconosce per la taglia robusta e il viraggio lento della carne, che annerisce in ogni sua parte con l'età, caratteristica delle russule gruppo Nigricantinae a cui appartiene e la cui specie tipo è la Russula nigricans.

## Descrizione della specie
Cappello
6–16 cm di diametro, duro, carnoso, prima convesso, poi espanso, infine più o meno depresso
cuticolaliscia, umida, brillante, difficilmente separabile, prima biancastra, poi rosso-bruna o bruno seppia con chiazze da crema avorio a beige
margineprima involuto poi acuto, privo di scanalature
Lamelle
Adnate, ineguali, basse, fragili, spesse, spaziate negli esemplari adulti, color bianco-crema con riflessi ocra-pallido, con filo imbrunente.
Gambo
3,5-7,5 × 2–4 cm, duro, corto e massiccio, cilindrico, subclavato, anfrattuoso alla base, percorso da nervature più o meno evidenti, pruinoso all'apice, biancastro, si macchia di rosa pallido al tocco, poi vira lentamente al grigio bruno.
Carne
Bianca, soda e compatta, al taglio assume sfumature prima rosa e poi grigiastre.
- Odore: di botte vecchia.
- Sapore: mite, impercettibilmente acre nelle lamelle.

Microscopia
Sporeovoidali, 7-9 × 6-8 µm, verrucose, con creste lievemente anastomizzate, non alte più 0,2–0,3 µm, bianche in massa.
Cistidispessi, cilindrici, capitulati.

## Reazioni chimiche
- Solfato ferroso: rosa, poi verdastro.
- Guaiaco: reazione positiva abbastanza rapida.

## Habitat
È un fungo simbionte, che cresce in piccoli gruppi o gregario sotto aghifoglie, sia sull'arco alpino che a livello del mare, in estate-autunno.

## Commestibilità
Non commestibile.

## Etimologia
Il nome deriva dal latino adustus, bruciato, per via del colore del cappello che sembra percorso da bruciature.

## Sinonimi e binomi obsoleti
- Agaricus adustus Pers., Synopsis Methodica Fungorum (Göttingen): 459 (1801)
- Omphalia adusta (Pers.) Gray, A Natural Arrangement of British Plants (London) 1: 614 (1821)

## Nomi comuni
- (DE)  Rauchbrauner Schwärz Täubling

## Specie simili
- Russula densifolia, che ha la cuticola opaca.
- Russula acrifolia, che ha le lamelle fitte dal sapore acre.